# 李有棠
李有棠（1837年—1905年），号芾生，江西萍乡人，清朝史學家。
幼年聪慧，理解力强，对经史特别留心。後補博士弟子員。光绪年间，任江西峡江县训导时，阅览袁枢《通鉴纪事本末》，便有心寫《遼史紀事本末》40卷與《金史紀事本末》52卷，初刻於光緒十九年（1893年），後經不斷修訂，二十九年（1903年）由江西學政吳士鑒上奏朝廷，稱“紀述淹賅，考定完密”，為“乙部中不朽之作”。